# NGC 1647
NGC 1647 è un ammasso aperto visibile nella costellazione del Toro; è visibile anche con piccoli strumenti.

## Osservazione

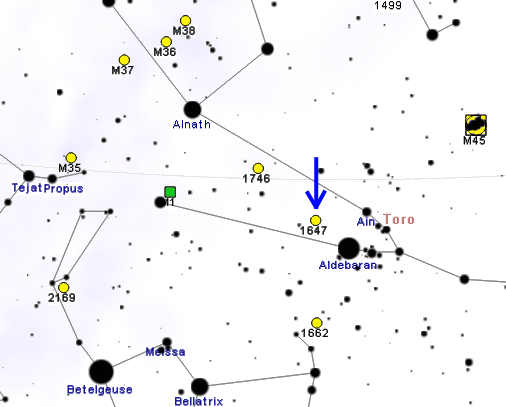
Mappa per trovare NGC 1746.

NGC 1647 è facilmente individuabile grazie alla sua posizione, poco ad est del brillante ammasso delle Iadi e della brillante stella Aldebaran; è visibile anche con un binocolo, dove si presenta come una macchia irregolare o un leggero alone luminoso, talvolta con qualche minuscola stellina al centro. Con un telescopio da 80mm di apertura è possibile osservare fino a una ventina di stelle, tutte di colore bianco-giallastro; la figura appare dominata da una concatenazione discontinua di stelle orientata in senso NW-SE. Strumenti di 150mm sono invece in grado di mostrare numerose decine di stelle fino alla magnitudine 13, molte delle quali disposte a gruppi di due o quattro.
Il periodo più adatto alla sua osservazione è quello compreso fra novembre e aprile da ambo gli emisferi, anche se gli osservatori dell'emisfero boreale sono avvantaggiati; dall'emisfero australe è visibile da tutte le regioni abitate, mentre diversi gradi a nord del circolo polare artico si presenta circumpolare.

## Storia delle osservazioni
NGC 1647 venne individuato per la prima volta da William Herschel nel 1784 attraverso un telescopio riflettore da 18,7 pollici; suo figlio John Herschel lo riosservò in seguito e lo inserì poi nel suo General Catalogue of Nebulae and Clusters col numero 896.

## Caratteristiche
NGC 1647 si trova nel nostro braccio di spirale della Via Lattea, il Braccio di Orione, a una distanza di circa 540 parsec (1760 anni luce), ossia sulla parte esterna rispetto al centro galattico (noi ci troviamo invece al bordo interno), oltre la Nube del Toro, un esteso sistema di nebulose oscure le cui propaggini si sovrappongono alla linea di vista; pertanto NGC 1647 ne viene parzialmente oscurato. L'ammasso contiene quasi 200 stelle, delle quali una trentina fino alla magnitudine 11, sparse su un diametro di 45'.
Numerose stelle membri giacciono in regioni lontane dal nucleo, formando una sorta di corona; fra queste componenti vi è anche SZ Tauri, una variabile cefeide con un periodo di 3,15 giorni. Un'altra componente degna di nota è una stella binaria formata da due nane rosse, le cui masse sono state stimate attorno a 0,45 e 0,19 M⊙; a differenza di altri sistemi di questo tipo, le due nane rosse presentano una massa molto diversa l'una dall'altra, fatto che fornisce un'opportunità di testare i modelli sull'evoluzione stellare di questi sistemi.

## Bibliografia

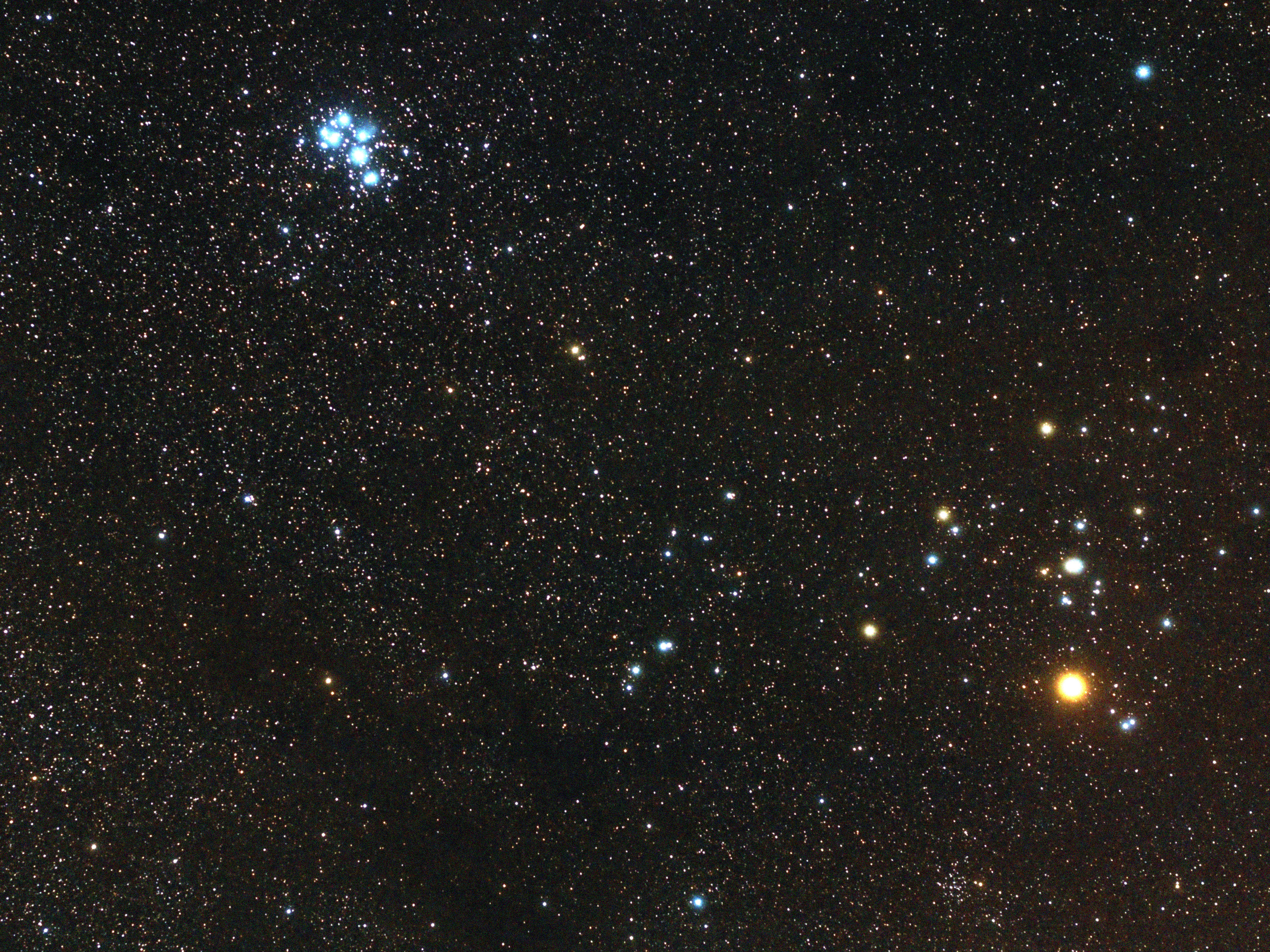
L'ammasso NGC 1647 è riconoscibile al di sotto di Aldebaran, in prossimità del bordo inferiore di questa immagine delle Pleiadi e delle Iadi.